# Calusco d’Adda
Calusco d’Adda ist eine italienische Gemeinde (comune) mit 8340 Einwohnern (Stand 31. Dezember 2023)in der Provinz Bergamo, Region Lombardei. 

## Geographie
Calusco d’Adda liegt 14 km westlich der Provinzhauptstadt Bergamo und 35 km nordöstlich der Metropole Mailand.
Die Nachbargemeinden sind Carvico, Medolago, Paderno d’Adda (LC), Robbiate (LC), Solza, Terno d’Isola und Villa d’Adda.

## Sehenswürdigkeiten
Die alte Pfarrkirche San Fedele wurde zwischen dem 11. und dem 17. Jahrhundert immer wieder erweitert. Zwar ist sie heute ein weltliches Gebäude, jedoch enthält sie noch zahlreiche Fresken, u. a. vom italienischen Maler Antonio Cifrondi. 
Die neue Pfarrkirche wurde im 19. Jahrhundert errichtet und enthält u. a. Werke, die sich zuvor in der alten Pfarrkirche befanden.  
Des Weiteren gibt es in der Gemeinde im Ortsteil Vanzone die Kirche Santa Maria Bambina aus dem 13. Jahrhundert. Im Inneren befinden sich Werke von großem Wert.
Die Kirche Santa Maria Assunta, im Ortsteil Baccanello, wurde im 16. Jahrhundert erbaut und war der Standort eines Mönchsklosters. Sie ist mit zahlreichen Werken geschmückt, darunter die Gemälde von Francesco Zucchi.   
Die Ponte San Michele besteht komplett aus Eisen. Sie befindet sich 85 Meter über dem Fluss Adda und dient dem Schienen- und dem Straßenverkehr.

## Verkehr
- Der Ort hat einen Haltepunkt an der Bahnstrecke Seregno–Ponte San Pietro.

## Söhne und Töchter der Gemeinde
- Patrizio Gambirasio (* 1961), Radrennfahrer